# Саодішаріо
Саодішаріо (груз. საოდიშარიო) — село в Грузії.
За даними перепису населення 2014 року в селі проживає 430 осіб.